# مجدی طلبه
مجدی طلبه (عربی: مجدی طلبه؛ زادهٔ ۲۴ فوریهٔ ۱۹۶۴) یک بازیکن فوتبال اهل مصر است.

## باشگاهی
از باشگاه‌هایی که در آن بازی کرده‌است می‌توان به باشگاه ورزشی زمالک، باشگاه ورزشی اسماعیلی، پائوک، باشگاه ورزشی الاهلی مصر، و باشگاه فوتبال لفسکی صوفیه اشاره کرد.

## تیم ملی
وی عضو تیم ملی فوتبال مصر در جام جهانی فوتبال ۱۹۹۰ بوده است.